# Стефан (герб)
Стефан (пол. Stefan) — польский дворянский герб, полученный через нобилитацию, вариация герба Циолек.

## Описание герба
В голубом поле вол, или телёнок, цвета красного, идущий вправо. В нашлемнике выходящая голова красного телёнка, также обращенная вправо.

## Первые упоминания
20 июня 1555 был пожалован гданьскому райце (радному) Хенрику Стефану. Герб возник в результате частичного изменения герба Цёлек.

## Используют
Стефан